# Theodor Kjerulf
Theodor Kjerulf (30. marts 1825 – 25. oktober 1888) var norsk mineralog, geolog og digter.
Theodor Kjerulf blev født i det daværende Christiania (Oslo), hvor han blev student i 1841. Han var bror til Halfdan Kjerulf. Han studerede på Christiania Universitet og på Heidelbergs Universitet. 
Han udgav i 1855 "Das Christiania silurbecken" og i 1857 "Geologie des Sydlichen Norwegens".
I 1858 blev han professor i mineralogi ved universitetet i Kristiania. I 1879 udgav han "Udsigt over det sydlige Norges Geologi" og hans arbejde betød meget for forståelsen af det sydlige norske landskabs dannelse.
Ved siden af sit naturvidenskabelige arbejde var han også digter, og dekoreret med talrige ordner og medlem af flere lærde selskaber.